# Церква Святої Тройці (Болязуби)
Церква Святої Тройці в Болязубах — парафія і храм 2-го Збаразького благочиння Тернопільської єпархії Православної церкви України в селі Болязуби Тернопільського району Тернопільської области.

## Історія церкви
Дерев'яний храм Святої Тройці був збудований у 1759 році і діяв до 1903 року, коли через аварійний стан його розібрали. Нову церкву зводили за кошти парафіян та пожертви з сусідніх сіл протягом чотирьох років. 4 грудня 1907 року, на свято Введення в храм Пресвятої Богородиці, за священника Танасєвича, храм було освячено. Дзвони розташовані в куполі, а вхід до них знаходиться з північної сторони притвору.
За часів більшовицької влади богослужіння не проводилися. Настоятель парафії, ієромонах Єфрем, відновив духовне життя громади, і дзвони знову почали скликати людей на молитву. Завдяки пожертвам Петра Ігнатіва, вихідця з села, було проведено зовнішній ремонт храму.

## Парохи
- о. Танасевич,
- о. Тникула,
- о. Роман Костанович,
- о. ієромонах Єфрем,
- о. Олександр Осадовський,
- о. Богдан Комарніцкий,
- о. Степан Лега,
- о. Олег Крупський.